# Gerry Armstrong
Gerry Armstrong (* 23. Mai 1954 in Belfast) ist ein ehemaliger nordirischer Fußballspieler. Der Stürmer spielte während seiner aktiven Zeit auch für die nordirische Nationalmannschaft.

## Vereinskarriere
Armstrong begann seine professionelle Karriere bei nordirischen Verein Bangor FC und wechselte 1975 für 25.000 Pfund nach Tottenham, wo er 84 Spiele absolvierte. 1980 wechselte er für 250.000 Pfund zum Watford FC und erzielte für den Aufsteiger das erste Tor des Vereins in der First Division. Seine professionelle Karriere beendete Armstrong 1989 bei Brighton & Hove Albion.

## Nationalmannschaft
Nach seiner Nominierung für die nordirische Nationalmannschaft absolvierte Armstrong insgesamt 63 Länderspiele. Unter anderem trat er auch bei der Fußballweltmeisterschaft 1982 für Nordirland an. Im Turnierverlauf hatte er fünf Einsätze, in denen er insgesamt drei Tore gegen Honduras (Endstand 1:1), Spanien (Endstand 1:0) und Frankreich (Endstand 1:4) schoss. Für die Fußballweltmeisterschaft 1986 stand Armstrong ebenfalls im Kader, wurde aber nur im letzten Spiel der Vorrunde gegen Brasilien in der 71. Spielminute beim Stand von 0:2 eingewechselt.